# Matt Downs

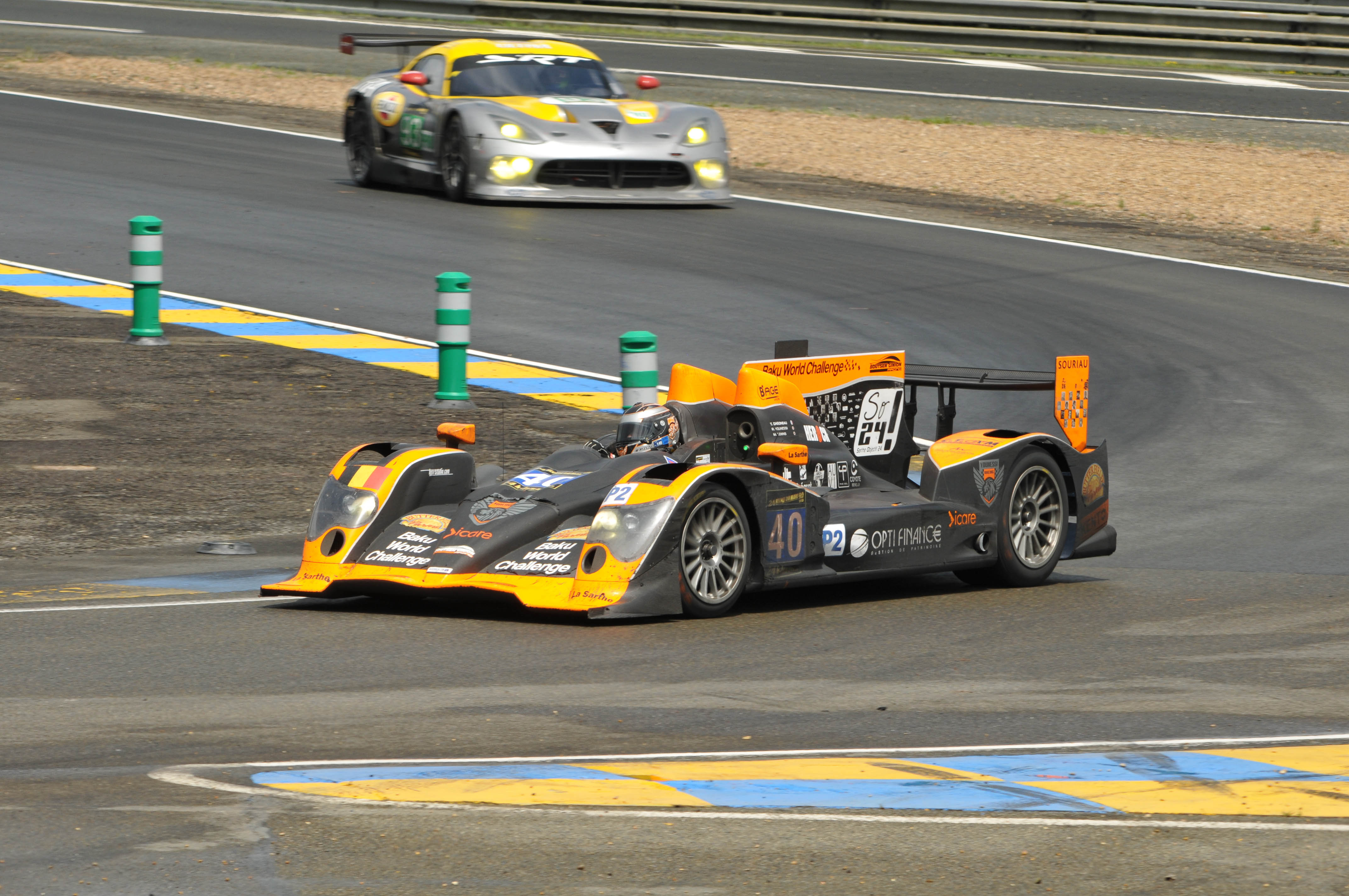
Der von Matt Downs gefahrene Oreca 03 beim 24-Stunden-Rennen von Le Mans 2013

Matthew „Matt“ Downs (* 2. Dezember 1973 in Estherville) ist ein ehemaliger US-amerikanischer Autorennfahrer.

## Karriere als Rennfahrer
Matt Downs war zwischen 1996 und 2013 im Sportwagensport aktiv und wurde 2008 Dritter der IMSA Lites Serie. 2009 beendete er diese Meisterschaft hinter Joel Feinberg auf dem zweiten Platz, 2010 wurde er erneut Dritter. 2012 startete er auf einem Oreca FLM09 in der American Le Mans Series und erreichte mit dem elften Rang beim Petit Le Mans seine beste Platzierung in dieser Rennserie.
Sein Debüt beim 24-Stunden-Rennen von Le Mans war 2013 auch sein letzter Renneinsatz. Gemeinsam mit Rodin Younessi und Thomas Dagoneau kam er an der 32. Stelle der Gesamtwertung ins Ziel.

## Statistik

### Le-Mans-Ergebnisse
| Jahr | Team                  | Fahrzeug | Teamkollege    | Teamkollege     | Platzierung | Ausfallgrund |
| ---- | --------------------- | -------- | -------------- | --------------- | ----------- | ------------ |
| 2013 | Boutsen Ginion Racing | Oreca 03 | Rodin Younessi | Thomas Dagoneau | Rang 32     |              |

### Einzelergebnisse in der FIA-Langstrecken-Weltmeisterschaft
| Saison | Team                  | Rennwagen | 1   | 2   | 3   | 4   | 5   | 6   | 7   | 8   |
| ------ | --------------------- | --------- | --- | --- | --- | --- | --- | --- | --- | --- |
| 2013   | Boutsen Ginion Racing | Oreca 03  | SIL | SPA | LEM | SAO | AUS | FUJ | SHA | BAH |
| 2013   | Boutsen Ginion Racing | Oreca 03  | 32  |     |     |     |     |     |     |     |